# Spilosoma roseiventer
Spilosoma roseiventer är en fjärilsart som beskrevs av Pieter Cornelius Tobias Snellen 1863. Spilosoma roseiventer ingår i släktet Spilosoma och familjen björnspinnare. Inga underarter finns listade i Catalogue of Life.